# Furodon
Furodon ist eine Gattung aus der Ordnung der Hyaenodonta, ausgestorbenen fleischfressenden Säugetieren, die möglicherweise den Raubtieren nahe stehen. Sie ist bisher über nur weniges Fundmaterial bekannt, das sich aus einem Unterkiefer und einzelnen Zähnen zusammensetzt. Die Reste lassen auf einen kleinen Beutegreifer schließen. Er lebte im Übergang vom Unteren zum Mittleren Eozän vor 49 bis 45 Millionen Jahren im nördlichen Afrika. Damit handelt es sich um den bisher ältesten Vertreter der Teratodontinae. Die Gattung wurde im Jahr 2014 wissenschaftlich eingeführt. Zuerst galt sie als Mitglied einer anderen Linie der Hyaenodonten.

## Beschreibung
Furodon ist mit einem geschätzten Körpergewicht von 1,9 kg ein kleiner Vertreter der Hyaenodonta. Es sind bisher lediglich der Unterkiefer und einige einzelne Zähne bekannt. Der horizontale Knochenkörper des Unterkiefers war relativ niedrig mit keinen gravierenden Unterschieden zwischen dem vorderen und hinteren Abschnitt. Die Unterkante verlief leicht konvex. Die Symphyse endete am dritten Prämolaren. Unter dem zweiten und unterhalb zwischen dem dritten und vierten Prämolaren war jeweils ein Foramen mentale ausgebildet. Der Kronenfortsatz ragte nahezu senkrecht auf, der Gelenkfortsatz ist nur partiell überliefert. Am aufsteigenden Ast war eine tiefe Fossa masseterica ausgebildet.
Die Schneidezähne fehlen, von den vorderen drei Prämolaren sind nur die Alveolen überliefert. Der Eckzahn war hoch und oval im Querschnitt. Zwischen den einzelnen Prämolaren bestand kein Diastema. Der letzte Prämolar war in der Länge etwas gestreckt und hoch dreieckig mit einem Haupthöcker, dem Protoconid. Dieser hatte eine leicht asymmetrische Form. Zusätzliche Höcker waren eher klein ausgebildet. Die Molaren wiesen eine typisch sectoriale Gestalt auf, die drei Haupthöcker umfassten das Meta-, Para- und Protoconid. Von diesen ragte das Protoconid am höchsten auf, das Paraconid war höher als das Metaconid. Letzteres reduzierte seine Größe vom ersten zum letzten Mahlzahn hin auffallend. Das verkleinerte Metaconid weicht deutlich von Glibzegdouia mit dessen noch ausgesprochen großem Metaconid ab. Das Talonid, ein tieferliegender Bereich der Kauoberfläche, war schmal und kurz, aber mit zusätzlich kleinen Höckerchen ausgestattet. In der Ausdehnung des Talonids ähnelt Furodon stärker Brychotherium als Glibzegdouia. Der letzte Prämolar maß 6,3 mm in der Länge. Die Zähne der Molarenreihe nahmen kontinuierlich von vorn nach hinten an Größe zu mit dem ersten Mahlzahn etwas kürzer als der vierte Prämolar und dem letzten Mahlzahn mit 8,0 mm Länge.
Vom oberen Gebiss sind nur einzelne Molaren erhalten. Die Haupthöcker hier bestanden aus dem Meta-, Para- und Protoconus. Typisch für die Teratodontinae waren der Meta- und der Paraconus an der Basis miteinander verwachsen, die Spitzen der beiden Höcker standen frei. Abweichend von anderen Mitgliedern der Unterfamilie erhob sich der Paraconus über den Metaconus, er war aber insgesamt schwächer entwickelt. Beide hatten einen seitlich gepressten Querschnitt, was stärker ausgebildet war als bei Masrasector. Der Protoconus war gut entwickelt. Die Länge des ersten Molars betrug durchschnittlich 4,6 mm.

## Fossilfunde
Furodon ist bisher nur in Nordafrika nachgewiesen. Die bedeutendsten Funde kamen in Gour Lazib im westlichen Algerien zu Tage. Gour Lazib bildet gemeinsam mit Glib Zegdou und Gour Idergane einen Fundstellenkomplex in der Hammada du Draa, der sich am Nordwestrand der Sahara über 50 km Entfernung erstreckt. Die ersten Funde hier kamen bereits in den 1970er Jahren zum Vorschein, bis heute sind mehr als 500 Fossilreste entdeckt worden, die allerdings zumeist kleinstückig sind. Das zahlreiche Säugetiermaterial setzt sich unter anderem aus Nagetieren, Primaten, Fledertieren, Schliefern und Rüsselspringern zusammen. Daneben kommen auch Vögel, Reptilien, Amphibien und Fische vor. Die Reste entstammen weitgehend der Glib-Zegdou-Formation. Diese besteht aus Ton, Schluff-, Sand- und Kalksteinen. Paläomagnetischen Untersuchungen zufolge datiert sie in den Übergang vom Unteren zum Mittleren Eozän vor 49 bis 45 Millionen Jahren. Das Knochenmaterial von Furodon, das im mittleren Abschnitt der Glib-Zegdou-Formation zum Vorschein kam, umfasst einen Unterkiefer und einzelne isolierte untere und obere Backenzähne. Neben Furodon wurden weitere Hyaenodonten beschrieben, etwa Glibzegdouia und Parvavorodon.
Zusätzliche Funde sind aus Chambi im nordöstlichen Tunesien belegt. Es handelt sich dabei um rund ein halbes Dutzend an isolierten Zähnen, darunter auch einige des Milchgebisses. Chambi weist ein vergleichbares Alter zu Gour Lazib auf, das Fossilspektrum ist ebenfalls ähnlich.

## Systematik
Furodon ist eine Gattung aus der ausgestorbenen Unterfamilie der Teratodontinae innerhalb der ebenfalls erloschenen Ordnung der Hyaenodonta. Ursprünglich bildeten die Hyaenodonta einen Teil der Creodonta, die teilweise etwas irreführend auch als „Urraubtiere“ bezeichnet werden. Die Creodonta galten dabei als die Schwestergruppe der heutigen Raubtiere (Carnivora) innerhalb der übergeordneten Gruppe der Ferae. Jedoch erwiesen sich die Creodonta in der Folgezeit als in sich nicht geschlossene Gruppe, sie wurden daher in die Hyaenodonta und die Oxyaenodonta aufgespalten. Für beide Gruppen ist eine gegenüber den rezenten Raubtieren weiter nach hinten im Gebiss verlagerte Brechschere charakteristisch, bei den Hyaenodonten bestand diese häufig aus dem zweiten Oberkiefer- und dem dritten Unterkiefermolar. Die Hyaenodonten traten erstmals im Mittleren Paläozän vor rund 60 Millionen Jahren auf, sie verschwanden wieder im Mittleren Miozän vor etwa 9 bis 10 Millionen Jahren. Die Teratodontinae sind innerhalb der Hyaenodonta als die Schwestergruppe der Familie der Hyainailouridae aufzufassen. Beide zusammen formen die übergeordnete Gruppe der Hyainailouroidea. Kennzeichnend für die Teratodontinae ist der Bau der Oberkiefermolaren. Bei diesen verschmelzen der Para- und der Metaconus an der Basis miteinander, letzterer überragt in der Regel ersteren. Im Unterschied dazu sind bei den Hyainailouridae der Para- und der Metaconus zum Amphiconus vereint, außerdem ist der Paraconus höher als der Metaconus. In Bezug auf die Höhenausprägung der beiden Höcker stimmen die Teratodontinae mit den Hyaenodontidae überein, bei diesen sind der Para- und der Metaconus aber ebenfalls zu einem Amphiconus fusioniert. Furodon gilt als sehr basal innerhalb der Teratodontinae und steht nach einigen stammesgeschichtlichen Untersuchungen allen anderen Vertretern der Unterfamilie als Schwestertaxon gegenüber. Anderen phylogenetischen Analysen zufolge bildet die Gattung als basaler Teratodontine eine gemeinsame Klade mit der Verwandtschaftsgruppe um Metasinopa.
Die Gattung Furodon wurde im Jahr 2014 von Floréal Solé und Forscherkollegen wissenschaftlich erstbeschrieben. Grundlage bildete das Fundmaterial aus Gour Lazib in Algerien mit dem linken Unterkieferast als Holotyp (Exemplarnummer HGL 50bis-56). Der Gattungsname setzt sich aus dem lateinischen Wort fur für „Dieb“ und dem griechischen Wort ὀδούς (odoús) für „Zahn“ zusammen. Die bisher einzige bekannte Art bildet Furodon crocheti. Diese wurde nach Jean-Yves Crochet benannt, der zahlreiche Säugetiere des Paläogens wissenschaftlich bearbeitet hatte, darunter auch einige Hyaenodonten. In der Erstbeschreibung wies das Team um Solé Furodon als einen urtümlichen Vertreter der Hyainailourinae aus, was unter anderem mit der Verkleinerung des Talonids und der Größenreduktion des Metaconids an den Unterkiefermolaren begründet wurde. Spätere phylogenetische Untersuchungen konnten diese Stellung nur teilweise bestätigen, da sie der Gattung eine Vermittlerrolle zwischen den Hyainailourinae und den Teratodontinae zusprachen. Andere, weitaus umfangreichere Analysen sehen Furodon dagegen als basalen Angehörigen der Teratodontinae. Diese Einstufung ergibt sich aus dem weniger stark vereinfachten Talonid mit einzelnen Randhöckerchen und dem zwar kleinen, aber deutlich ausgebildeten Metaconid, der bei den Hyainailourinen zumeist vollständig reduziert ist. Dadurch wirkt das Gebiss von Furodon nicht so deutlich hypercarnivor (schneidend), wie es bei den Hyainailourinen der Fall ist und verfügt neben einer schneidenden auch über eine durchbohrende und brechende Funktion. Furodon bildet dadurch den ältesten bekannten Vertreter der Teratodontinae.